# Palytoxine
La palytoxine est un puissant vasoconstricteur considéré comme l'une des substances toxiques non peptidiques les plus puissantes connues ; seule la maïtotoxine présente une toxicité supérieure chez la souris.
La palytoxine est produite par plusieurs espèces marines et est présente chez un nombre encore plus élevé d'organismes par bioaccumulation. Elle a été isolée pour la première fois à Hawaï en 1971 à partir de cnidaires de l'ordre des Zoantharia, et sa structure chimique a été publiée en 1982. Sa synthèse totale a été réalisée en 1994,.
Elle se lie à la pompe sodium-potassium en bloquant la protéine dans une configuration qui permet la circulation à la fois des ions sodium Na+ et potassium K+, ce qui a pour effet d'annuler le gradient électrochimique générant un potentiel de membrane essentiel à de nombreuses cellules.
Dans la mesure où elle affecte toutes les cellules de l'organisme, les symptômes d'une intoxication à la palytoxine varient considérablement en fonction de la voie d'exposition à la toxine. La principale est par ingestion. L'apparition des symptômes d'une intoxication à la palytoxine est rapide et la mort suit généralement de peu.

## Histoire

### Légende

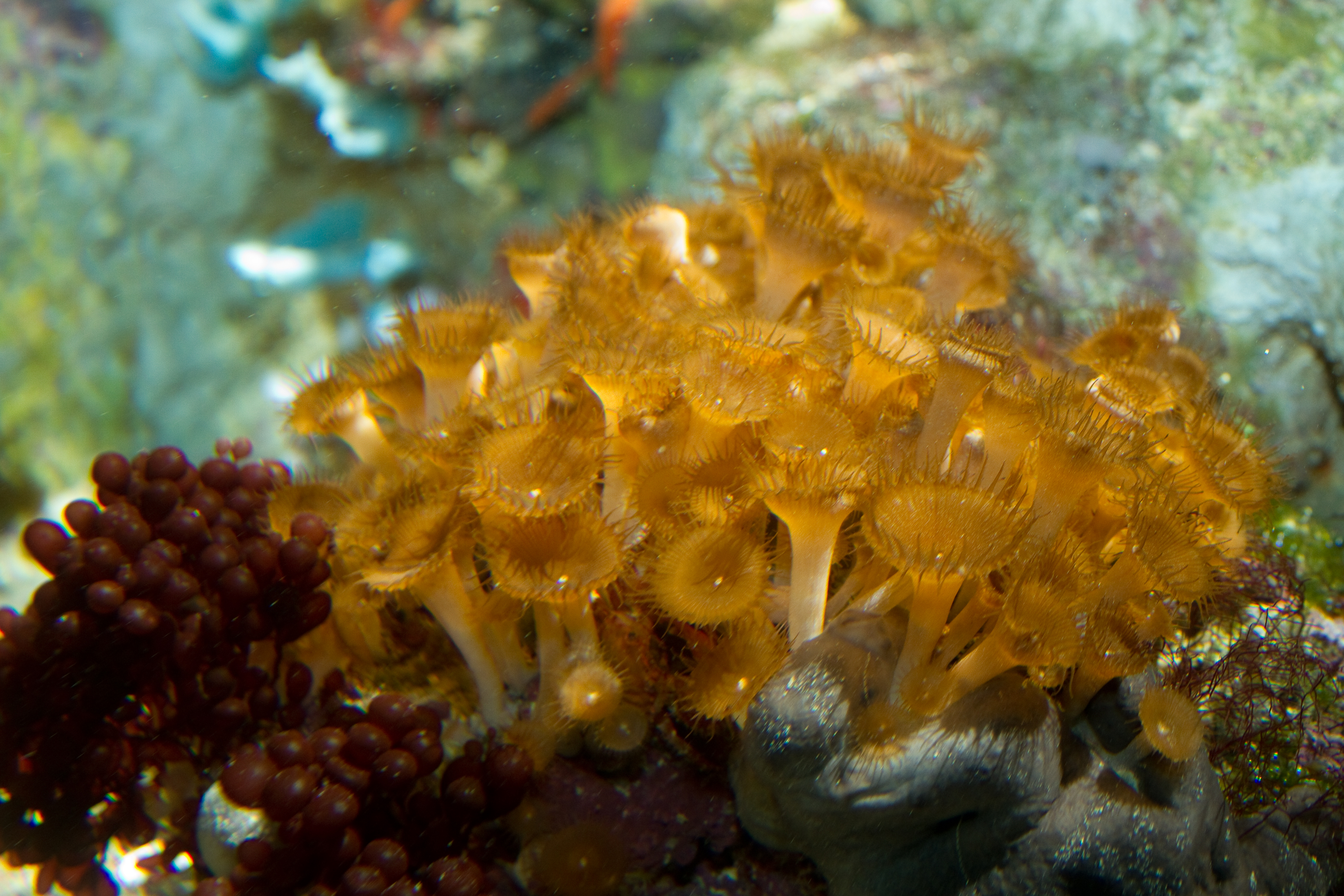
Zoanthide du genre Palythoa, d'où a été extraite pour la première fois la palytoxine.

La découverte de la palytoxine a pour origine une légende hawaïenne de l'île de Maui. Près du port de Hana, un village côtier subissait une malédiction, lorsque des bateaux partaient pour la pèche, il manquait un pêcheur à leur retour. Les villageois, furieux, s'en prirent à un vieil ermite que l'on supposait responsable de la malédiction.
Les villageois découvrent alors que l'ermite est en réalité un dieu requin, ils le mettent en pièces, brulent son corps et jettent les cendres dans une mare près du port de Hana. Peu après une épaisse mousse brune apparait dans cette mare causant la mort des personnes touchées par des lances enduites de cette substance.
Cette mousse est appelée limu-make-o-Hana, signifiant algue de la mort de Hana. Les Hawaïens croyaient qu'une malédiction s'abatterait sur eux s'ils tentaient de ramasser ces « algues mortelles ».
Des recherches sur le limu-make-o-Hana menées par Walsh et Bowers ont montré que le limu-make-o-Hana n'était pas une algue mais un corail zoanthidé, décrit par la suite comme Palythoa toxica.

### Découverte
Moore et Scheuer, au courant de l'étude menée par Walsh et Bowers, ont isolé, nommé et décrit pour la première fois la palytoxine à partir de Palythoa toxica dans une étude publiée en 1971
.
Ils ont mesuré une masse molaire d'environ 3300 g/mol et ont identifié qu'il s'agissait de la substance probablement responsable de la toxicité de P. toxica. En revanche, ils n'ont pu déterminer, à l'époque, si le corail contenait d'autres composés toxiques.

## Structure et synthèse
En 1978, la spectrométrie de masse a permis de mesurer la masse de la palytoxine à 2861 g/mol et de montrer que la molécule disposait de huit doubles liaisons.
La taille et la masse de la palytoxine ont été un frein pour déterminer la structure complète et la stéréochimie de la molécule. En 1981, deux équipes, en parallèle, publient la structure plane de la molécule
,,, puis sa stéréochimie,.
L'acide palytoxine carboxylique a été synthétisé en 1989 à l'université de Harvard par le groupe du professeur de  Yoshito Kishi. La synthèse de la molécule a été réalisée en huit 8 parties qui ont été réunies pour former l'acide carboxylique. En 1994, le professeur Kishi et son équipe réussissent à obtenir la véritable palytoxine à partir de cet acide carboxylique.
La palytoxine est un composé polyhydroxylé avec une longue chaîne carbonée et 8 doubles liaisons. La molécule dispose de parties hydrosolubles, de parties liposolubles. Elle possède 40 groupes hydroxyles et 64 centres chiraux. En raison de la chiralité et de l'isomérie cis-trans possible sur certaines doubles liaisons, elle possède plus de 1021 stéréoisomères alternatifs. La palytoxine est thermostable, un traitement à l'eau bouillante n'élimine pas sa toxicité. Elle peut rester stable dans les solutions aqueuses pendant des périodes prolongées mais se décompose en revanche rapidement et perd sa toxicité dans les solutions acides ou alcalines.

## Mécanisme
La toxicité de la palytoxine est due à son interaction avec le site de liaison naturel de l'ouabaïne avec une très grande affinité sur la partie externe de la pompe sodium-potassium. Cette dernière est une protéine transmembranaire présente à la surface de chaque cellule de vertébré maintenant le potentiel de repos des cellules en expulsant des ions sodium Na+ de la cellule et en introduisant des ions potassium K+. La pompe sodium-potassium est nécessaire à la viabilité de toutes les cellules, expliquant la toxicité de la palytoxine sur toutes les cellules.
Lorsque la palytoxine est liée à la pompe sodium-potassium, elle modifie fortement le fonctionnement de la protéine, elle perd ainsi sa fonction de pompe pour devenir un canal ionique. les ions positifs monovalents tels que le sodium Na+ et le potassium K+ peuvent diffuser librement, détruisant ainsi le gradient ionique de la cellule. Si la palytoxine se sépare de la pompe sodium-potassium, la protéine retrouve une conformation fermée et fonctionnelle classique.
La perte du gradient ionique entraine par exemple la destruction par hémolyse des globules rouges, de violentes contractions des cellules cardiaques et musculaires.
Le mécanisme d'action de la palytoxine sur la pompe sodium-potassium a été proposé et publié en 1982. Le fait qu'une pompe puisse se transformer en canal ionique a été à l'origine de la remise en question de ce mécanisme.
Une preuve du mécanisme de la pompe sodium-potassium a été obtenue en utilisant des cellules de levures (Saccharomyces cerevisiae). Ces dernières ne disposent pas de pompe sodium-potassium et ne sont pas affecté par la palytoxine. Cependant en ajoutant le gène codant la pompe sodium-potassium du mouton aux levures, elles sont devenues sensibles à la palytoxine et ont été détruites
.

## Toxicité
Des études de toxicité (DL50) de la palytoxine réalisées sur des animaux par voie intraveineuse ont permis d'extrapoler une dose toxique (DL50) comprise entre 2,3 et 31,5 microgrammes (µg) pour l'homme. La dose orale de référence aiguë est estimée à 64 µg pour une personne pesant 60 kg. Cette dose de référence aiguë correspond à la dose pouvant être ingérée en toute sécurité sur une courte période, un repas ou une journée.
D'autres études de toxicité de la palytoxine ont été réalisées chez divers animaux par injections intramusculaires et par injections sous-cutanées. Elles ont montré une augmentation de la toxicité respectivement d'un facteur 2,5 et 4 à 30 fois plus élevée selon le type d'injection. La toxicité de la palytoxine est 200 fois plus faible par ingestion chez les animaux que par injection intraveineuse.
Le tableau ci-dessous répertorie certaines valeurs de DL50 pour la palytoxine partiellement pure obtenue à partir de différents Palythoa. Ces valeurs représentent la quantité de palytoxine nécessaire pour tuer la moitié des animaux d'essai. Les valeurs sont en microgrammes (µg) par kilogramme de poids de l'animal et ont été mesurées 24 heures après l'exposition initiale.
| Exposition       | Animal | LD50 (µg/kg) |
| ---------------- | ------ | ------------ |
| intraveineuse    | Souris | 0.045        |
| intraveineuse    | Rat    | 0.089        |
| intra artérielle | Rat    | 0.36         |
| intra péritonite | Souris | 0.295        |
| intra péritonite | Rat    | 0.63         |
| Oral             | Souris | 510 or 767   |

Des études de toxicité par ingestion orale sur des souris ont été réalisées lorsque des coquillages contaminés et certains organismes producteurs de la toxine ont été identifiés en mer Méditerranée
. La palytoxine a une dose mortelle par ingestion orale de 600 µg/kg, le nombre de décès est dose-dépendant avec une DL50 à 767 µg/kg, il n'a pas été observé de différence si les souris sont à jeun ou avec de la nourriture dans l'estomac.
La toxicité orale est plusieurs fois inférieure à la toxicité intrapéritonéale. Une explication possible de cette observation est à chercher dans la nature même de la palytoxine. Cette dernière est une très grosse molécule présentant des domaines hydrophiles. Son absorption pourrait être plus faible dans le tractus gastro-intestinal que dans le péritoine.
Une étude approfondit cette question en utilisant un modèle in vitro de perméabilité intestinale avec des monocouches différenciées de cellules Caco-2 coliques humaines et confirme que la palytoxine ne traverse pas la barrière intestinale de manière significative, malgré les dommages exercés sur les cellules et sur l'intégrité de la monocouche. La même étude a également révélé que la palytoxine n'affecte pas les jonctions serrées sur ces cellules.
La forme d'injection la plus toxique de la palytoxine est l'injection intraveineuse. La DL50 chez la souris est de 0,045 µg/kg et chez le rat de 0,089 µg/kg. Chez d'autres mammifères (lapins, chiens, singes et cobayes), la DL50 est comprise entre 0,025 et 0,45 µg/kg. Les animaux morts l'ont été en quelques minutes par insuffisance cardiaque. La dose létale pour la souris par voie intratrachéale est supérieure à 2 µg/kg en 2 heures. La palytoxine est également très toxique après injection intramusculaire ou sous-cutanée. Aucune toxicité n'est retrouvée après administration intrarectale. La palytoxine n'est pas mortelle lorsqu'elle est appliquée localement sur la peau ou les yeux.
La palytoxine peut voyager dans la vapeur d'eau et provoquer une intoxication par inhalation.

## Symptômes
Les symptômes d'empoisonnement à la palytoxine et la rapidité avec laquelle ils apparaissent dépendent en partie de la quantité et de la voie d'exposition, par exemple par inhalation ou si l'exposition s'est produite par voie cutanée.
Dans certains cas non mortels chez l'homme, les symptômes sont apparus 6 à 8 heures après l'inhalation ou l'exposition cutanée et ont duré 1 à 2 jours. Des tests sur différents animaux montrent que les symptômes apparaissent 30 à 60 minutes après une injection intraveineuse ou après 4 heures lors d'exposition oculaire.
La complication la plus fréquente d'une intoxication grave à la palytoxine est la rhabdomyolyse entrainant une dégradation des muscles squelettiques et la fuite de contenu intracellulaire dans le sang. Les autres symptômes chez l'homme sont un goût amer/métallique, des crampes abdominales, des nausées, des vomissements, de la diarrhée, une léthargie légère à aiguë, des picotements, un ralentissement du rythme cardiaque, une insuffisance rénale, une altération de la sensation, des spasmes musculaires, des tremblements de myalgie, une cyanose et une détresse respiratoire. Dans les cas mortels, la palytoxine provoque généralement la mort par arrêt cardiaque via une lésion myocardique.

## Traitement
Il n'existe pas actuellement de traitement ou d'antidote contre la palytoxine. Seuls les symptômes peuvent être soulagés lors d'une intoxication à cette molécule.
Des études et expérimentations animales ont montré que les vasodilatateurs, tels que la papavérine et le dinitrate d'isosorbide, peuvent être employés comme traitement mais uniquement si les produits sont injectés dans le cœur immédiatement après l'exposition.